# Aspilatopsis
Aspilatopsis là một chi bướm đêm thuộc họ Geometridae.